# Phyllopteryx taeniolatus
Phyllopteryx taeniolatus (Lacepède, 1804), conosciuto comunemente come drago marino comune, è pesce d'acqua salata della famiglia Syngnathidae, endemico dell'Australia.

## Descrizione

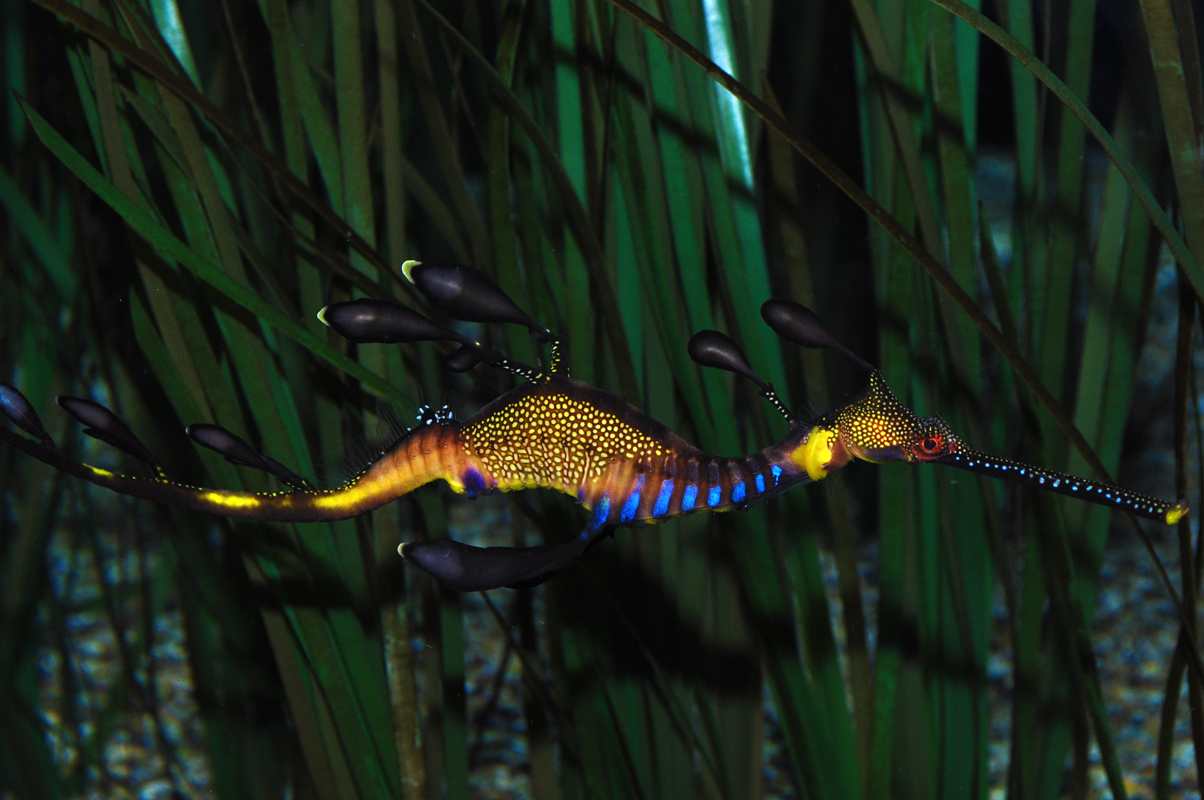
Un esemplare adulto

È un pesce simile all'ippocampo, caratterizzato dalle protuberanze simili a foglie che servono a mimetizzarlo fra le piante acquatiche. Una specie simile con protuberanze mimetiche ancora più evidenti è il Dragone foglia o Phycodurus eques. La lunghezza media di questo pesce è di circa 46 cm.

## Biologia

### Riproduzione
Poco prima dell'accoppiamento, la coda del maschio assume un color giallo brillante.
Il drago marino maschio trasporta le uova fecondate attaccate alla propria coda.

### Alimentazione
Si nutre di piccoli crostacei e altro zooplancton.

## Distribuzione e habitat
Questa specie è diffusa a profondità variabili da 3 a 50 metri lungo la costa meridionale dell'Australia, approssimativamente fra Port Stephens, Nuovo Galles del Sud e Geraldton, Australia Occidentale, così come lungo le coste della Tasmania.

## Conservazione
La IUCN Red List classifica Phyllopteryx taeniolatus come specie prossima alla minaccia di estinzione (Near Threatened).

## Acquariofilia
L'accoppiamento in cattività è piuttosto raro perché i ricercatori devono ancora capire quali siano i fattori biologici o ambientali che li spingono a riprodursi. In cattività la percentuale di sopravvivenza del drago marino comune è di circa il 60%.
L'Acquario del Pacifico a Long Beach, in California e l'Acquario di Melbourne in Australia sono le uniche strutture al mondo ad aver allevato con successo il drago marino comune in cattività. Dal giugno 2008, l'Acquario della Georgia ad Atlanta ha un drago marino fecondo e si presume che i piccoli nasceranno entro la metà di luglio.

## Simbologia
Dal 2002, il drago marino comune è l'emblema acquatico dello Stato australiano del Victoria.